# Пэннёндо
Пэннёндо(кор. 백령도, 白翎島, Baengnyeongdo, Paengnyŏngdo; в переводе «белая птица» или «крылья белых журавлей») — остров в Жёлтом море, принадлежит Южной Корее. Относится к «пяти северным островам в Желтом море».

## География
Пэннендо расположен примерно в 200 км от южнокорейского порта Инчхона, но в 10-15 км от северокорейского побережья. Общая площадь — 45,8 км², это восьмой крупнейший остров Южной Кореи. Наивысшая точка — 136 м.

## Территориальные споры
Остров является предметом территориального спора с 1953 года, когда в одностороннем порядке была установлена морская часть демаркационной линии между Южной и Северной Кореями (т. н. северная разграничительная линия (СРЛ)). Она относит к Южной Корее острова Пэннёндо, Тэчхондо, Сочхондо, Йонпхеннельдо и Удо. КНДР не признала СРЛ. В 1999 году КНДР обнародовала свою версию границы, (т. н. морская разграничительная линия). Остров Пэннёндо является местом значительной напряжённости в отношениях между двумя государствами. В 2009 году КНДР объявила спорные воды у границы с Южной Кореей зоной поражения и призвала Сеул «воздержаться от провокаций в этих водах».
Пэннёндо находится практически на границе с Северной Кореей, что делает его важнейшим стратегическим объектом.
На Пэннёндо дислоцируется бригада морской пехоты Южной Кореи.
31 марта 2014 года КНДР проводило учебные стрельбы в Жёлтом море. По словам представителей Минобороны Южной Кореи, часть северокорейских снарядов упали на южнокорейской стороне морской границы, после чего было принято решение произвести ответные выстрелы из артиллерийских орудий. Обмен залпами произошел недалеко от южнокорейского острова Пэннендо. На острове объявлена эвакуация жителей в убежище.

## Население
В нескольких селениях Пэннёндо проживает почти 5 тысяч жителей (2009).

## Экономика
На острове развит рыбный промысел. Остров известен своими пляжами Тумучжин, Кхондоль и Сагот.